# Дрозднівська сільська рада
Дрозднівська сільська рада — адміністративно-територіальна одиниця та орган місцевого самоврядування у Ковельському районі Волинської області з центром у селі Дроздні.

## Населені пункти
Сільській раді підпорядковані населені пункти:
- с. Дроздні
- с. Гончий Брід

## Склад ради
Сільська рада складається з 12 депутатів та голови. Склад ради: 10 депутатів (83.4 %) — самовисуванці, один депутат (8.3 %) — висувався від Народної партії та ще одна депутат (8.3 %) — від Сильної України. 

## Керівний склад сільської ради
| ПІБ                   | Основні відомості                                                 | Дата обрання | Дата звільнення |
| --------------------- | ----------------------------------------------------------------- | ------------ | --------------- |
| Колочун Ніна Павлівна | Сільський голова, 1958 року народження, освіта                    | 26.03.2006   | 31.10.2010      |
| Колочун Ніна Павлівна | Сільський голова, 1958 року народження, освіта вища, позапартійна | 31.10.2010   |                 |

Примітка: таблиця складена за даними джерела

## Населення
Населення сільської ради згідно з переписом населення 2001 року становить 863 осіб. 
| Населенні пункти  | 2001 рік | 1987 рік |
| ----------------- | -------- | -------- |
| Гончий Брід       | 134      | 480      |
| Дроздні           | 729      | 1,500    |
| Сукупне населення | 863      | 1,980    |

### Мова
Розподіл населення за рідною мовою за даними перепису 2001 року:
| Мова       | Відсоток |
| ---------- | -------- |
| українська | 98,84 %  |
| російська  | 0,93 %   |
| білоруська | 0,12 %   |

## Географія
Сільрада розташована на південному краї Ковельського району, межує з Турійським районом.
Територією сільської ради пролягає вододіл поміж Турією, та Стоходом, обидві річки впадають до Прип'яті (басейн Дніпра). Більша частина території ради належить до басейну річечки Воронки, притоки Турії.